# Křesťan

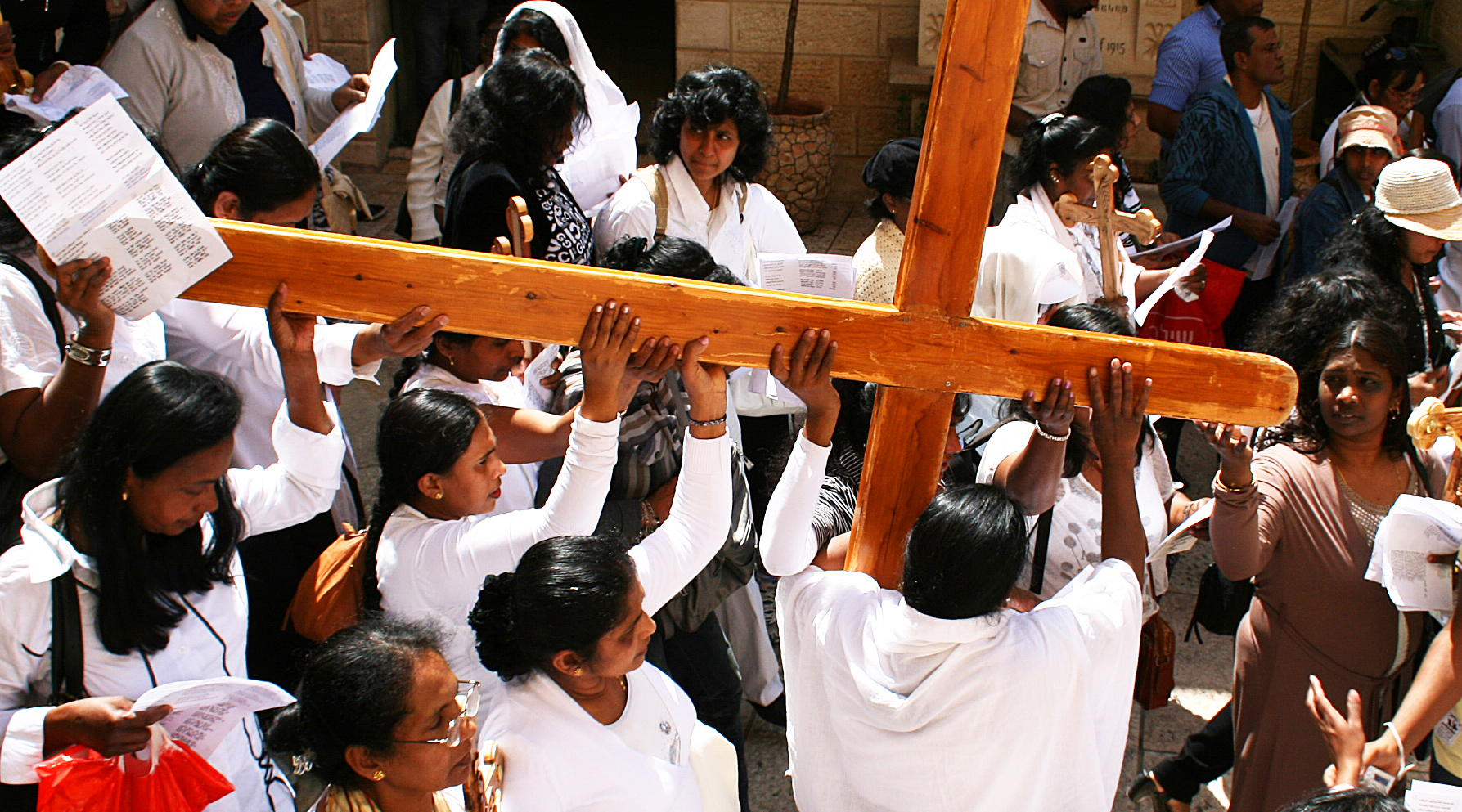
Křesťané v Jeruzalémě během křížové cesty

Křesťan je označení pro vyznavače křesťanství, nejrozšířenějšího monoteistického abrahámovského náboženství, založeném na učení Ježíše Krista. Rituál, kterým se člověk formálně stává křesťanem, se nazývá křest. Organizace, do kterých se křesťané sdružují a provozují v nich náboženský kult, se obvykle označují církve či denominace; existují však i křesťané, kteří dočasně  nebo trvale nejsou formálními členy žádné církve.

## Původ slova
Slovo křesťan je odvozeno přes latinu z řeckého χριστιανός (christianos) s významem náležící Kristu či kristovec. Řecké slovo Χριστός christos je kalkem hebrejského Mašiach, Mesiáš (doslova Pomazaný), což je označení očekávaného židovského krále a spasitele.
Slovo se tedy vztahuje k Ježíši Kristu, zakladateli křesťanství, ale objevuje se až po jeho smrti, poprvé ve Skutcích apoštolů, odkud plyne, že se učedníkům nového náboženství začalo říkat křesťané poprvé v Antiochii. Tito křesťané, konvertité k novému náboženství, se tehdy dle etnicko-náboženského původu rozdělovali na židokřesťany, pocházející z židovské komunity, ke které patřil i Ježíš, a pohanokřesťany, kteří pocházeli z řeckého či jiného nežidovského prostředí. 

## Kulturní křesťanství
Jako kulturní křesťané se označují osoby, jejichž kultura je podstatně ovlivněna křesťanskou tradicí, ale samy zároveň nemusí být vůbec věřící. Takoví v současné době tvoří nemalou část obyvatelstva Evropy a Ameriky. Za kulturní křesťany tak lze považovat i ateisty, kteří se drží některých tradic křesťanství, například slavení Vánoc.